# Nunbena (Nunbena)
Nunbena is een bestuurslaag in het regentschap Timor Tengah Selatan van de provincie Oost-Nusa Tenggara, Indonesië. Nunbena telt 1603 inwoners (volkstelling 2010).